# Chapelle de la Houssaye
La chapelle Notre-Dame de la Houssaye est située au lieu-dit la Houssaye', à Pontivy dans le Morbihan.

## Historique
La chapelle est une construction typiquement polyphasée : le vicomte de Rohan, Alain IX commence à édifier, en 1435, le chœur et le transept de la chapelle qui est continuée par son fils, Jean II. Alors que ce dernier fait restaurer son château de Josselin dans les années 1480, il réside fréquemment à Pontivy où il a fait construire son dernier édifice militaire entre 1479 et 1485. C'est probablement à ce moment qu'il prie à La Houssaye et commande à un atelier picard, pour cette chapelle, le retable en pierre polychrome. La construction de la nef se poursuit par Anne de Rohan au début du XVIe siècle, celle du clocher-porche a lieu au XVIIIe siècle (clocher-porche réalisé de 1730 à 1779, édification d’une flèche au début du XIXe siècle). Le chantier fait appel à des roches proximales, pierres de taille en différents granites du batholite de Pontivy (fin, grossier) et moellons de schiste briovérien.
La Houssaye était avec Noyal et La Brolade une des trois grandes foires du pays de Rohan où se négociaient plus de trois mille chevaux au XVIe siècle ; pas un seul ne pouvait être vendu sans que le receveur de la vicomté de Rohan n'en donne le signal. Les maquignons défilaient alors avec leurs chevaux en présence du vicomte ou de son commis, qui tenait tous les chevaux à son gré, au prix fixé par son écuyer d'écurie.
La chapelle fait l'objet d’une inscription au titre des monuments historiques depuis le 15 janvier 1935.
Des travaux de restauration sur la tour-clocher sont entrepris de juin 2009 à février 2010. La Vierge à l'Enfant (1989), sculpture sur chêne d'Henri Fondeville, placée dans une niche de façade au-dessus de la porte d'entrée, est restaurée en 2014.

## Description
La chapelle est composée d'une nef à vaisseau unique relativement modeste — nef doublée, dans la partie du XVIe siècle, par deux bas-côtés voûtés —, éclairée par deux baies percées en décalage l'une au nord près de la chapelle nord — chapelle privative non voûtée et simplement couverte par un lambris —, l'autre au sud au milieu de l'élévation.
Selon André Mussat, « le chœur adopte une formule toute nouvelle au XVe siècle, celle d’un sanctuaire de profondeur réduite directement associé aux bras de transept […] plan qui permet une présentation en co-visibilité des trois autels principaux ».
Une clôture de chœur en bois, installée à l'ouest du grand arc diaphragme, supportait la tribune d'un jubé.
La faiblesse des contreforts à inciter l'architecte à renoncer au couvrement voûté au profit d'une simple charpente lambrissée.